# Google File System
Google File System (GFS) — распределенная файловая система, созданная компанией Google в 2000 году для своих внутренних потребностей. Используемая реализация является коммерческой тайной компании Google, однако общие принципы построения системы были опубликованы в 2003 году. Несовместима с POSIX, тесно интегрирована с MapReduce. Обновленная GFS второй версии (2009 год) имеет кодовое название Colossus.
GFS — кластерная система, оптимизированная для центрального хранилища данных Google и нужд поискового механизма, обладающая повышенной защитой от сбоев. Система предназначена для взаимодействия между вычислительными системами, а не между пользователем и вычислительной системой.
Вся информация копируется и хранится в трёх (или более) местах одновременно, при этом система способна очень быстро находить реплицированные копии, если какая-то машина вышла из строя. Задачи автоматического восстановления после сбоя решаются с помощью программ, созданных по модели MapReduce.
В GFS файлы делятся на блоки данных (англ. chunk — кусок) по 64 МБ (в первой версии, ориентированной на обслуживание поисковых индексов) или по 1 МБ (в более универсальной GFS 2.0). При разработке ФС предполагалось, что файлы очень редко переписываются или уменьшаются в размере хранимых данных, а лишь читаются или увеличиваются в размере посредством добавления в конец новых данных.
Один из создателей — Говард Гобьов.